# Забелин, Владимир Николаевич
Владимир Николаевич Забелин (1921—2011) — советский лётчик-ас, участник Великой Отечественной и Корейской войн. Полковник.
В Рабоче-Крестьянской Красной Армии и Советской Армии служил с декабря 1940 года. В годы Великой Отечественной войны готовил лётные кадры для истребительной авиации ВВС РККА. В сентябре 1944 года самовольно сбежал в действующую армию. До декабря 1944 года принимал участие в боях на 1-м Украинском фронте, в том числе в Карпатско-Дуклинской операции. Сбил один самолёт противника. Затем был отозван с фронта и вернулся на инструкторскую работу.
После окончания Великой Отечественной войны освоил новые типы реактивных истребителей. С февраля по август 1952 года участвовал в Корейской войне. Сбил 9 американских самолётов. Представлялся к званию Героя Советского Союза, но был награждён орденом Ленина.
В дальнейшем продолжал службу в ВВС СССР, командовал истребительным полком и бомбардировочной дивизией. В запас уволился в июне 1971 года с должности начальника службы безопасности полётов 76-й воздушной армии. Жил и работал в Ленинграде (с 1991 года — Санкт-Петербург).

## Биография
Владимир Николаевич Забелин родился 16 июля 1921 года на хуторе Гостино (Костин) Царицынского уезда Царицынской губернии (ныне Дубовский район Волгоградской области) в крестьянской семье. Русский. С 1934 года с родителями проживал в городе Сталинграде. Ещё во время учёбы в школе Владимир Николаевич решил стать военным лётчиком. Пройдя медицинскую комиссию, он в 1940 году поступил в Сталинградский областной аэроклуб. Прошёл обучение на самолёте У-2. Окончив в 1940 году десять классов школы, он осенью того же года завершил курс обучения в аэроклубе и по комсомольской путёвке через военкомат был направлен в Батайскую военную авиационную школу пилотов имени А. К. Серова. В декабре 1940 года В. Н. Забелин был зачислен курсантом в 7-ю учебную эскадрилью.

### Великая Отечественная война
К лету 1941 года Владимир Николаевич прошёл полный курс теоретической подготовки на истребителе И-16 и только приступил к практическим полётам, как началась война. Училище было эвакуировано в город Евлах Азербайджанской ССР. В июне 1942 года обучение на И-16 было завершено, и многие курсанты были направлены на фронт. Но наиболее перспективные выпускники были отобраны для переобучения на новом истребителе ЛаГГ-3. Среди них оказался и В. Н. Забелин. Владимир Николаевич летом 1943 года успешно окончил курс обучения, но вместо фронта в августе 1943 года его направили лётчиком-инструктором в 11-й запасной смешанный авиационный полк 4-й запасной авиационной бригады Северо-Кавказского военного округа. 29 августа 1943 года младший лейтенант В. Н. Забелин был зачислен в 3-ю учебную истребительную авиационную эскадрилью полка, которая базировалась на аэродроме Кировабад-Западный. За период с 15 сентября 1943 года по 7 июля 1944 года только на «хорошо» и «отлично» он подготовил для фронта 24 лётчика-истребителя на самолётах Р-39 «Аэрокобра».
В июле 1944 года младший лейтенант В. Н. Забелин был переведён лётчиком-инструктором в 26-й запасной истребительный авиационный полк той же 4-й запасной авиационной бригады, который дислоцировался на станции Сандары близ Тбилиси. О фронте он уже и не мечтал, когда в сентябре 1944 года его с ещё тремя лётчиками-инструкторами вызвали в штаб полка и поручили перегнать на фронт четыре подарочных Як-3, приобретённых на средства трудящихся Грузии. Самолёты предназначались для 91-го истребительного авиационного полка 256-й истребительной авиационной дивизии, которая вела бои в Польше в составе 5-го истребительного авиационного корпуса 2-й воздушной армии 1-го Украинского фронта. В годы войны многим лётчикам-инструкторам, лидировавшим маршевые эскадрильи на фронт, удавалось остаться в боевых частях. Прибывшие из Закавказья лётчики смогли уговорить командира полка подполковника А. Р. Ковалёва оставить их в части. Младший лейтенант В. Н. Забелин успел поучаствовать в Карпатско-Дуклинской фронтовой операции и последующих боевых операциях полка. За период с сентября по декабрь 1944 года Владимир Николаевич произвёл более 20 успешных боевых вылетов на сопровождение бомбардировщиков и штурмовиков, на прикрытие наземных войск и разведку. На фронте он участвовал в четырёх воздушных боях. 26 октября 1944 года в районе юго-западнее города Ясло сбил лично немецкий истребитель FW-190. Однако в декабре 1944 года по прямому приказу главкома ВВС лётчиков отправили обратно в запасной полк. По возвращении с фронта В. Н. Забелина перевели лётчиком-инструктором в 25-й запасной истребительный авиационный полк, расквартированный в Кутаиси. Во время службы в полку с Владимиром Николаевичем произошёл неприятный случай. Во время выполнения учебно-тренировочного полёта на самолёте УТ-2 по маршруту вдоль реки Риони произошёл отказ двигателя. Лётчику пришлось сажать самолёт на небольшой огород у какого-то аула недалеко от Самтредиа. УТ-2 удалось остановить в нескольких метрах от края пропасти. За спасение материальной базы и жизни курсанта В. Н. Забелину было присвоено звание лейтенанта.

### Межвоенный период
До конца войны Владимир Николаевич продолжал обучать лётные кадры, подготовив для фронта не одну сотню лётчиков-истребителей. Весной 1946 года 25-й запасной истребительный авиационный полк был расформирован, а старшего лейтенанта Забелина перевели на инструкторскую работу в Армавирское военное авиационное училище лётчиков, где он продолжил службу в качестве командира звена. 

«Практически я в этом училище ничего не делал, в полетах не участвовал. Мне и ЗАП надоел, а уж училище тем более. Хотелось в строевую часть. Долго этот вопрос решался, и только где-то в конце сентября 1946, меня перевели на Дальний Восток»
 — вспоминал впоследствии Владимир Николаевич. Новым местом службы стал 5-й истребительный авиационный полк 249-й истребительной авиационной дивизии 9-й воздушной армии Дальневосточного военного округа. Весной 1947 года Владимиру Николаевичу было присвоено звание капитана и в апреле его перевели на должность заместителя командира 3-й авиационной эскадрильи по лётной подготовке 821-го истребительного авиационного полка 190-й истребительной авиационной дивизии 54-й воздушной армии. Полк базировался на авиабазе возле села Камень-Рыболов Ханкайского района Приморского края. К началу 1951 года полк был перевооружён новыми истребителями МиГ-15, а в 1951 году в ВВС ДальВО стали поступать и МиГ-15бис.

### Война в Корее
К началу 1952 года война на Корейском полуострове бушевала уже полтора года. Военные неудачи режима Ким Ир Сена в сентябре 1950 года и вторжение вооружённых сил ООН на территорию Северной Кореи предопределили вступление в войну на стороне Пхеньяна коммунистического Китая. Одновременно Мао Цзэдун требовал от Сталина обещанной помощи, но советское правительство ограничилось лишь отправкой в Корею авиационных соединений и частей ПВО. 2 февраля 1952 года в КНДР прибыли и лётчики 821-го истребительного авиационного полка, среди которых был и капитан Забелин. Приняв истребители от лётчиков 18-го полка 303-й истребительной авиационной дивизии, они 12 февраля 1952 года включились в боевую работу. За время участия в боевых действиях на Корейском полуострове 821-й истребительный авиационный полк действовал с аэродромов Аньдун, Мяогоу и Дапу.
Первый самолёт противника в Корейской войне капитан В. Н. Забелин сбил 16 марта 1952 года. В этот день полк поднялся в небо для перехвата американской армады штурмовиков, следовавших под прикрытием своих истребителей. Бой произошёл в районе комплекса Супхун-ГЭС в бассейне реки Амноккан. Самолётов противника было более сотни, однако американцы поспешили ретироваться с поля боя, уйдя в сторону моря. Тем не менее советским лётчикам удалось догнать несколько американских истребителей. Один из F-86 «Сейбр» попал в перекрестье прицела капитана В. Н. Забелина и был сбит. 6 апреля 1952 года 24 МиГ-15 при патрулировании воздушного пространства в районе Бихен обнаружили группу из 30 Сейбров. В скоротечном бою советские пилоты сбили 6 вражеских самолётов, один из которых на счету капитана Забелина. В тот же день в районе Сенсен — Кейдзио Владимир Николаевич уничтожил ещё один F-86. Удачным для лётчиков полка оказалось 17 мая 1952 года. Поднявшаяся в этот день на перехват американских штурмовиков четвёрка советских истребителей, в составе которой был и МиГ-15бис с бортовым номером «233» капитана Забелина, атаковала группу американских штурмовиков F-84 «Тандерджет», штурмовавших позиции китайских добровольцев у моста через реку Амноккан в районе Сенсен. В скоротечном бою советские лётчики сбили 5 штурмовиков, один из которых на счету капитана Забелина. Ещё один памятный бой для Владимира Николаевича произошёл в мае 1952 года. Возвращаясь с территории Кореи после боевого задания при посадке на аэродром Мяогоу истребители Забелина и его ведомого Ермолаева были атакованы 16-ю американскими истребителями. Прикрыв своего напарника, у которого кончилось горючее, Владимир Николаевич принял неравный бой, в ходе которого сбил один F-86. Остальные истребители противника, впустую растратив боезапас, ушли, после чего Забелин на сухом баке посадил свой МиГ на аэродром. За этот бой В. Н. Забелин был представлен к званию Героя Советского Союза, но получил только орден Ленина. В июле 1952 года В. Н. Забелину было присвоено звание майора и предоставлено несколько дней отпуска, по возвращении из которого он неожиданно для себя получил назначение на должность исполняющего обязанности командира 256-го истребительного авиационного полка 190-й истребительной авиационной дивизии. Командуя полком, майор В. Н. Забелин воевал в Корее до 10 августа 1952 года. Всего за период боевых действий на Корейском полуострове он совершил 72 успешных боевых вылета, в 39-и воздушных боях официально сбил 9 самолётов противника (8 F-86 и 1 F-84).

### Дальнейшая служба
В августе 1952 года Владимир Николаевич со своим полком вернулся в Советский Союз и через неделю был официально утверждён в должности командира полка. Ещё почти четыре года В. Н. Забелин служил в Приморье, превратив 256-й истребительный авиационный полк в один из лучших в Дальневосточном военном округе. В 1956 году Владимир Николаевич был направлен на академические курсы командиров дивизий при Военно-воздушной академии, по окончании которых в 1957 году заступил на должность командира 911-го истребительного авиационного полка 229-й истребительной авиационной дивизии Белорусского военного округа. В должности командира полка Владимир Николаевич прослужил ещё три года, после чего его перевели на должность заместителя командующего 229-й истребительной авиационной дивизии. Служил В. Н. Забелин под началом Героя Советского Союза полковника И. Д. Лихобабина. В 1962 году Иван Дмитриевич уволился в запас, и Забелина назначили исполняющим обязанности командира дивизии. Однако вскоре дивизия была расформирована и подполковник В. Н. Забелин был переведён в Лиду на должность заместителя командира 1-й гвардейской авиационной дивизии истребителей-бомбардировщиков. Освоил новый истребитель-бомбардировщик Су-7Б. В 1963 году Владимир Николаевич сменил на должности командира дивизии Дважды Героя Советского Союза генерал-лейтенанта Л. И. Беду, ушедшего на повышение. Дивизией Забелин командовал до 1965 года, после чего его перевели в Ленинград на должность заместителя командующего 76-й воздушной армии по боевой подготовке. Весной 1965 года Совет ветеранов Ленинградского военного округа повторно представил В. Н. Забелина к званию Героя Советского Союза. Однако обращение осталось без ответа. В 1968 году В. Н. Забелин заочно окончил Военно-воздушную академию, после чего его назначили начальником службы безопасности полётов 76-й воздушной армии. Однако отношения с командующим армией генерал-лейтенантом А. И. Бабаевым у него не сложились, и 5 июня 1971 года полковник В. Н. Забелин уволился в запас. Жил в Санкт-Петербурге. До выхода на пенсию работал начальником штаба гражданской обороны в институте Гипрометалл. В 1995 году Ленинградская организация ветеранов войны и вооружённых сил вновь обращалась в службу наград президента Российской Федерации с ходатайством о присвоении Владимиру Николаевичу звания Героя России, но безрезультатно.
Умер В. Н. Забелин в 15 июля 2011 года. Похоронен в Санкт-Петербурге на Серафимовском кладбище.

## Список известных личных побед В. Н. Забелина
| №  | Дата       | Тип самолёта              | Место боя      |
| -- | ---------- | ------------------------- | -------------- |
| 1  | 26.10.1944 | Focke-Wulf Fw 190 Wurger  | Ясло           |
| 2  | 16.03.1952 | North American F-86 Sabre | Супхун-ГЭС     |
| 3  | 02.04.1952 | North American F-86 Sabre |                |
| 4  | 06.04.1952 | North American F-86 Sabre | Бихен          |
| 5  | 06.04.1952 | North American F-86 Sabre | Сенсен-Кейдзио |
| 6  | 13.04.1952 | North American F-86 Sabre |                |
| 7  | 17.05.1952 | Republic F-84 Thunderjet  | Сенсен         |
| 8  | 20.05.1952 | North American F-86 Sabre |                |
| 9  | 21.05.1952 | North American F-86 Sabre | аэродром Мягоу |
| 10 | 20.07.1952 | North American F-86 Sabre |                |

## Награды
- Орден Ленина (25.09.1952);
- орден Отечественной войны 2-й степени (11.03.1985);
- орден Красной Звезды (28.06.1945);
- медали, в том числе:

две медали «За боевые заслуги» (23.02.1945; 17.05.1951).

## Документы
- Общедоступный электронный банк документов «Подвиг Народа в Великой Отечественной войне 1941—1945 гг.» Архивировано 13 марта 2012 года.

Информация о вручении ордена Отечественной войны 2 степени (информация из карточки награждённого к 40-летию Победы. Архивировано 4 февраля 2013 года.
Комплект наградных документов на медаль «За боевые заслуги» (приказ от 23 февраля 1945 года. Архивировано 4 февраля 2013 года.